# Marcel Pajestka
Marcel Pajestka (ur. 21 marca 1983 w Radomiu) – polski aktor teatralny, filmowy i telewizyjny. Jest absolwentem Akademii Teatralnej im. Aleksandra Zelwerowicza w Warszawie.

## Teatr
Marcel Pajestka zadebiutował na scenie w 2007 roku w spektaklu "Trylogia" w Teatrze Dramatycznym im. Aleksandra Węgierki w Białymstoku. W kolejnych latach grał na deskach takich teatrów jak: Teatr im. Stefana Jaracza w Łodzi, Teatr Polski w Warszawie, Teatr Studio w Warszawie, Teatr Narodowy w Warszawie, Teatr Wybrzeże w Gdańsku, Teatr Współczesny w Warszawie oraz Teatr Współczesny w Szczecinie.

## Seriale i Telewizja
W telewizji zadebiutował w 2008 roku w serialu "Barwy szczęścia", a potem grał w takich produkcjach jak "Pierwsza miłość", "Na dobre i na złe", "Czas honoru", "Ojciec Mateusz" czy "Diagnoza". W 2014 roku zagrał główną rolę w filmie "Cisza nad rozlewiskiem", a w 2016 roku wystąpił w filmie "Wołyń" w reżyserii Wojciecha Smarzowskiego.

## Krytyka
Marcel Pajestka jest doceniany przez krytyków i publiczność za swoje wszechstronne umiejętności aktorskie oraz wrażliwość i subtelność w kreowaniu postaci.